# Accord de Mbudi
L'accord de Mbudi, contrat social de Mbudi ou le contrat social de l'innovation, est un accord signé le 12 février 2004 à Mbudi, une banlieue ouest de Kinshasa, entre le Gouvernement de transition de la République démocratique du Congo, représenté par le vice-président de la République Arthur Z'ahidi Ngoma et les syndicats de l'Administration publique et interprofessionnels.
Le gouvernement s'était engagé à payer à l'huissier 208 $US et au secrétaire général de l'Administration publique 2 080 $US en respectant la tension de 1 à 10.
L'application de cet accord devait se faire en trois paliers :
1. 10 000 FC payable à partir du mois d'avril 2004
2. 2/3 des 208 $US au mois de juin 2004
3. le dernier 1/3 des 208 $US en octobre 2004.

Les indemnités de transport devaient être réajustées selon les tendances du marché. Les syndicats devaient en retour observer la trêve sociale.